# Canoa/kayak ai Giochi della XIV Olimpiade - C1 10000 metri maschile
La competizione del C1 10000 metri di Canoa/kayak ai Giochi della XIV Olimpiade si è disputata il giorno 11 agosto 1948 al bacino del Royal Regatta ad Henley-on-Thames.

## Risultati
| Pos.    | Atleta            | Nazione        | Tempo     |
| ------- | ----------------- | -------------- | --------- |
| Oro     | František Čapek   | Cecoslovacchia | 1:02'05"2 |
| Argento | Frank Havens      | Stati Uniti    | 1:02'40"4 |
| Bronzo  | Norman Lane       | Canada         | 1:04'35"3 |
| 4       | Raymond Argentin  | Francia        | 1:06'44"2 |
| 5       | Ingemar Andersson | Svezia         | 1:07'27"1 |